# (11019) Hansrott
(11019) Hansrott ist ein Asteroid des Hauptgürtels, der am 25. April 1984 vom tschechischen Astronomen Antonín Mrkos am Kleť-Observatorium (IAU-Code 046) nahe der Stadt Český Krumlov in Böhmen in Tschechien entdeckt wurde. Frühere Beobachtungen des Asteroiden hatte es bereits am 20. Februar 1980 am Krim-Observatorium in Nautschnyj unter der vorläufigen Bezeichnung 1980 DL3 gegeben.
Der Asteroid gehört zur Nysa-Gruppe, einer nach (44) Nysa benannten Gruppe von Asteroiden, die auch als Hertha-Familie bekannt ist (nach (135) Hertha).
(11019) Hansrott wurde am 26. November 2004 nach dem österreichischen Komponisten und Organisten Hans Rott (1858–1884) benannt, dessen Arbeiten zwar von Gustav Mahler bewundert, dessen 1880 veröffentlichte Sinfonie in E-Dur aber von Johannes Brahms abgelehnt wurde.